# Zgrupowanie „Żbik”
Zgrupowanie „Żbik” – oddział bojowy Armii Krajowej walczący w okresie powstania warszawskiego na Żoliborzu. Powstało 11 sierpnia, na bazie niektórych oddziałów Rejonu 4, stanowiąc obsadę nowego rejonu 5. Po 22 sierpnia zgrupowanie zostało następnie przemianowane na Zgrupowanie „Żyrafa II”, wchodząc ponownie w skład Rejonu 4. Od 15 września Zgrupowanie „Żyrafa II” wróciło do nazwy „Żbik”. Po 20 września 1944 zgrupowanie stanowiło 13 pułk piechoty AK.

## Historia
Zgrupowanie wywodziło się z 1 kompanii II Zgrupowania Rejonu IV Powązki Obwodu Żoliborz AK, dowodzonej przez por. Witolda Plechawskiego „Sławomir”. Kompania złożona była z plutonów 215, 233 i 234. Na godzinę „W” nie stawił się pluton 234 dowodzony przez ppor. Stanisława Grysińskiego „Kozioł”, który uwikłał się w walkę na Marymoncie, zaś z plutonów 215 i 233 zjawiło się 92 żołnierzy, uzbrojonych w 1 pistolet maszynowy, 3 kb, 1 sztucer, 5 pistoletów i 80 granatów.
Według innej wersji (prawdopodobnie uwzględniające zmiany w połowie sierpnia), zgrupowanie gromadziło plutony 215, 217 i 233. O godz. 16.50 oddział otrzymał zadanie atakowania bramy Fortu Bema, choć wcześniejsze zadanie przewidywało atak na „Pionier-Park”.
O godz. 17.00 kompania zaatakowała bramę, likwidując ckm, jednak wskutek ostrzału i dużych strat zmuszona była do wycofania. Grupa 27 żołnierzy dowodzona przez por. Plechawskiego „Sławomir” przebił się w stronę zabudowań miasteczka-Powązki. Pozostała część oddziału uległa rozproszeniu.
W nocy z 4 na 5 sierpnia w rejonie Powązek doszło do zrzutu lotniczego. Ukryty oddział, pomiędzy 5 a 7 sierpnia przy pomocy ludności cywilnej odebrał 9 pojemników zrzutu (3 PIAT-y, 2 lkm, 11 pistoletów maszynowych, 400 granatów, 90 000 szt. amunicji). 7 sierpnia por. „Sławomir” otrzymał rozkaz przejścia na Żoliborz.
10 sierpnia oddział liczący 180 żołnierzy przedostał się do ul. Krasińskiego. 11 sierpnia utworzono Zgrupowanie „Żbik”, jako nowy Rejon 5, którego dowódcą został por.Witold Plechawski „Sławomir”, zastępcą ppor. Franciszek Szumański „Korczak”. W skład zgrupowania weszły:
- Pluton 215 – dowódca ppor. Marian Masłowski „Gawron” (zg. 15 września), ppor. Aleksander Ważyński „Habdank”;
- Pluton 233 – dowódca ppor. Piotr Płocki „Roman”.
- Pluton 227, dowodzony przez kpr. pchor. Andrzeja Hebrowskiego „Adam”. Pluton ten 12 sierpnia przesunięto do Zgrupowania „Żyrafa”, a na jego miejsce wszedł Pluton 217, dowodzony kpr. Edwarda Bołbotowskiego „Bródka”.

Zgrupowanie liczyło wówczas 9 oficerów i 342 podoficerów i szeregowych.
Po 22 sierpnia zgrupowanie „Żbik” uległo likwidacji, dotychczasowe Zgrupowanie „Żyrafa” otrzymało nazwę „Żyrafa I”, zaś zgrupowanie „Żbik” otrzymało nazwę Zgrupowanie „Żyrafa II”, jako oddziały Rejonu 4, pod łącznym dowództwem kpt. Kazimierza Nowackiego „Żyrafa”.
z 14 na 15 września oddziały zgrupowania objęły odcinek ulicy Potockiej. wyodrębniając się ponownie jako Zgrupowanie „Żbik”. Oddział liczył wówczas 386 żołnierzy, uzbrojonych w 5 karabinów maszynowych, 46 karabinów, 23 pistolety maszynowe, 3 sztucery, 37 pistoletów, 450 granatów i ok. 60 butelek z benzyną.
Po 20 września zgrupowanie zostało przekształcone w 13 pułk piechoty AK w ramach 8 Dywizji Piechoty AK im. Romualda Traugutta.